# Polski Związek Karate Tradycyjnego
Polski Związek Karate Tradycyjnego (PZKT) – polska organizacja tworząca strukturę komisji karate tradycyjne WTKF (World Traditional Karate-Do Federation). Związek zrzesza obecnie ok. 200 klubów i sekcji działających na terenie całej Polski. Szacuje się, że w Polsce karate tradycyjne uprawia ok. 30 000 osób. Głównym celem Polskiego Związku Karate Tradycyjnego jest popularyzacja karate tradycyjnego, szerzenie wartości japońskiego budo i upowszechnianie wszystkich jego aspektów. Wartości płynące ze studiowania budo mają nieoceniony wpływ na edukację, wychowanie i zdrowie trenujących karate tradycyjne. PZKT wydaje licencje zawodnicze, trenerskie i sędziowskie. Związkowi podlega pięć komisji: metodyczno-szkoleniowa, sędziowska, medyczna, techniczna, ds. indywidualnych licencji członkowskich PZKT, etyki.

## Karate w Polsce
Początki karate w Polsce przypadają na wczesne lata siedemdziesiąte, kiedy to grupki zapaleńców, głównie w środowiskach akademickich tworzą pierwsze sekcje. Karate tradycyjne jest sztuką samoobrony, która wyodrębniła się z uprawianego w Japonii budo (sztuka wojenna). Oryginalne japońskie karate, zwane dzisiaj karate tradycyjnym, nigdy nie rozróżniało stylów; w wyniku masowej mody na karate na świecie zaczęły pojawiać się liczne style i szkoły.
Zarządzaniem karate tradycyjnym na świecie zajmuje się WTKF (World Traditional Karate-Do Federation) z siedzibą w Genewie (Szwajcaria), a w Polsce PZKT (Polski Związek Karate Tradycyjnego).

## Struktura organizacji
Władzami Związku są: 
1. Walne Zgromadzenie,
2. Zarząd,
3. Sądy Dyscyplinarne,
4. Rzecznik Dyscyplinarny,
5. Komisja Rewizyjna.

Zgodnie ze statutem, przepis § 21: Kadencja władz Związku trwa cztery lata.